# Saint-Aubin-du-Perron
Saint-Aubin-du-Perron település Franciaországban, Manche megyében. Lakosainak száma 253 fő (2018. január 1.). Saint-Aubin-du-Perron Périers, Le Mesnilbus, Saint-Martin-d’Aubigny, Saint-Michel-de-la-Pierre, Saint-Sauveur-Lendelin és Vaudrimesnil községekkel határos.

## Népesség
A település népessége az elmúlt években az alábbi módon változott:
| Lakosok száma | 335  | 310  | 259  | 219  | 218  | 242  | 239  | 249  | 251  | 253  |
|               | 1968 | 1975 | 1982 | 1999 | 2006 | 2011 | 2013 | 2016 | 2017 | 2018 |